# Glass Town
El mundo imaginario de Glass Town, la "Confederación de la Ciudad de Vidrio" (Glass Town Confederacy) fue creado a finales de 1827 por Charlotte, Branwell, Emily y Anne Brontë. Se dio paso, alrededor de 1834, al imaginario reino de Angria, "administrado" por Charlotte y Branwell Brontë.
Este mundo imaginario, inventado por los niños Brontë, llegó a tener rápidamente un sorprendente nivel de complejidad, con su geografía, gobierno, administración, historia, e incluso sus periódicos. Este mundo virtual, por su grado de desarrollo y la participación de cuatro participantes, es una prefiguración de algunos juegos de rol, incluso de un mundo virtual.
Contribuye en gran medida a desarrollar la imaginación y el talento literario de los hermanos Brontë, que desde entonces escribieron varias novelas conocidas (como Jane Eyre, Cumbres Borrascosas y Agnes Grey), así como poemas de alta calidad, algunos de los cuales están escritos para Angria (o para Gondal, en el caso de Emily y Anne).

## Nacimiento de Glass Town
El origen de este reino imaginario son doce soldados de madera que Patrick Brontë, padre de los niños, había comprado para Branwell a principios de junio de 1826. Aun cuando compró juguetes para Charlotte, Emily y Anne, son los soldados los que encienden la imaginación de los niños al instante, la elección de cada uno de ellos y darles un nombre.
Sin embargo, es sólo durante un día frío, en diciembre de 1827 que el mundo imaginario realmente toma forma, cuando Charlotte propone que cada uno posea y gestione "su" isla, Branwell toma de inmediato el reto y la idea vuelve a tener potencial.
Branwell, Charlotte, Emily y Anne empiezan a enviar cuatro soldados (enviado por los Génies, es decir, a sus hijos mismos, los soldados utilizaban sus avatares para explorar el mundo virtual) en aventuras imaginarias y llenas de peligro en la costa noroeste de África, donde se encuentra "Glass Town" (Ciudad de cristal, más adelante conocida como el Verdópolis), que combina algunas de las características de Londres, París y Babilonia.
Estas aventuras se registran en los little books, libros pequeños del tamaño de una caja de cerillas (3,8 cm x 6,4 cm), adaptada al tamaño de los soldados, y en el que Charlotte y Branwell toman nota de dieciocho historias en 1829.
Por consiguiente, los niños continúan desarrollando un universo cada vez más complejo. Charlotte y Branwell compiten con su imaginación en el desarrollo de las intrigas de Glass Town, en la que están trabajando desde hace varios años, para finalmente centrarse en el reino de Angria.
A la edad de 14 años, Charlotte ya ha llenado 22 volúmenes de little books, Branwell y otros tantos.

## Intrigas, organización y personajes deGlass Town

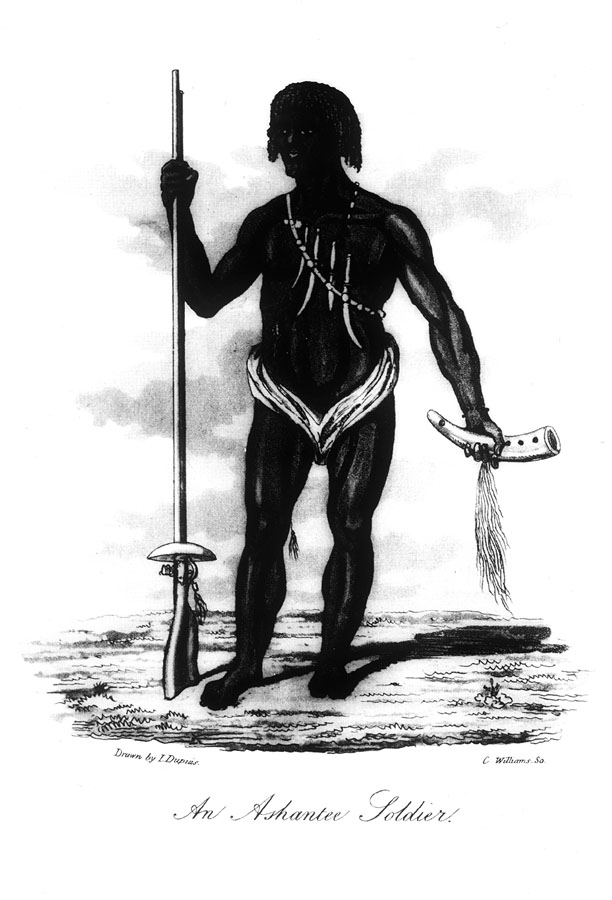
Los ashanti, enemigos formidables para Glass Town y Angria.

Las intrigas se desarrollan en la ciudad de Glass Town, y a continuación en el reino de Angria, con una muestra de arte y una madurez que aumentan gradualmente con la evolución misma de los niños Brontë.
Así, a la edad de 14 años, Charlotte desarrolla una trama en la que los personajes se expresan en francés.
Los aspectos políticos aparecen poco a poco, tales como un análisis de Charlotte inspirado en los acontecimientos de la época, con los debates políticos relacionados que se suscitaron entonces en el mundo político inglés con la emancipación de la Iglesia católica.
Cada niño administra su propio territorio, en la Confederación de Glass Town, y cada territorio debe su nombre al líder heroico que la dirige: Charlotte teniendo en su mano los destinos de Wellington, Branwell sobre Sneaky, Emily sobre Parry, y Anne sobre Ross.
Estos mundos están muy estructurados, históricamente, socialmente, jurídicamente, administrativamente y políticamente. Estos son reinos constitucionales, con las cortes, fiestas, las asambleas, partidos políticos, luchas de poder, revueltas, revoluciones, guerras, códigos civiles y penales, tribunales penales, etc. La complejidad revela la madurez excepcional de estos niños a leer los tres diarios de los que su padre es abonado o periódicos que se compran todos los días a John Greenwood, el librero del pueblo.
Verdópolis, la capital de la Confederación, tiene muchos artistas en diferentes campos. Uno de los más destacadas es Sir Edward de Lisle. Este no es otro que el avatar verdopoliano del famoso pintor inglés John Martin, quién es autor de tres grabados que adornan las paredes de la casa parroquial de Haworth donde viven los Brontë.

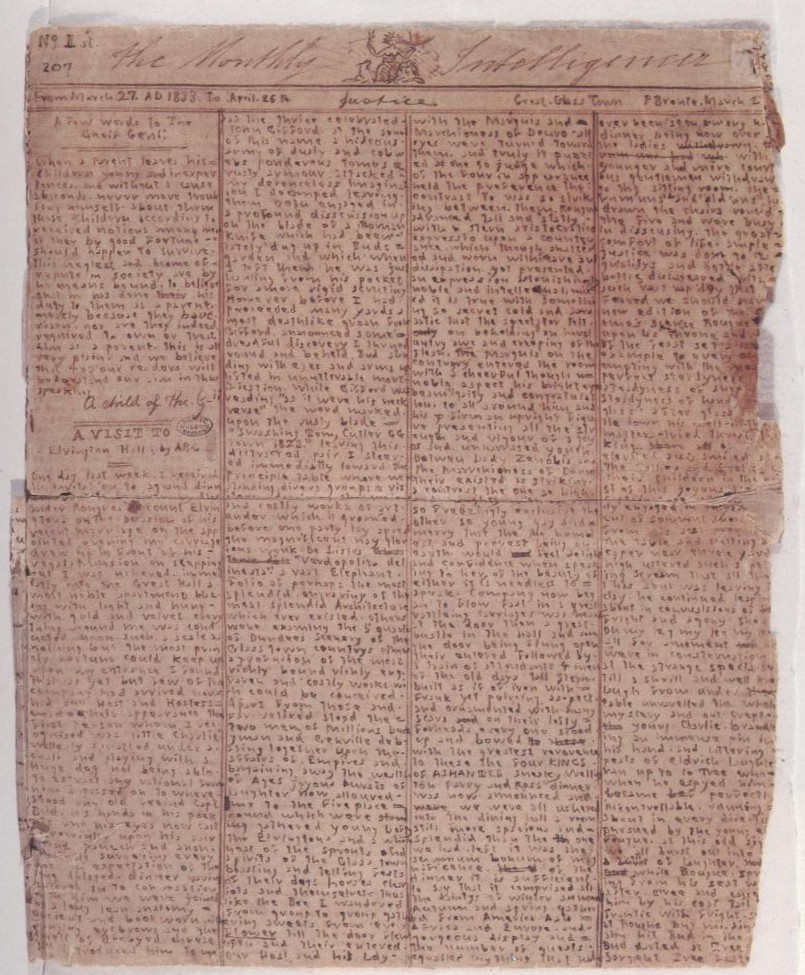
La edición de abril de 1833 del Monthly Intelligencer, un periódico publicado por Branwell en los "pequeños libros".

En un campo completamente diferente, para que los habitantes de la confederación puedan tener suficiente acceso a la información, Branwell ha puesto en marcha una revista, la Blackwood's Young Men's Magazine (inspirada en la Blackwood's Magazine, que su padre, Patrick Brontë, es abonado). Más tarde, Branwell abandona el puesto de editor de la revista, dejándole el puesto a Charlotte, quién lanzará por sí misma un diario opositor.
Branwell jugará un papel muy importante en el establecimiento de la cartografía de los territorios de la Confederación.
Algunos personajes se tallan un lugar importante en el mundo imaginario de las hermanas Brontë. Este es el caso de Alexander Rogue, futuro conde de Northangerland, creado por Branwell, pero "animado" a veces por Charlotte, que dicen que es cruel y traicionero, y también "muy inteligente a la manipulación y el engaño de la tabla de juego "(skilled in all the sleight-of-hand blackleg tricks of the gaming table).
Estas son las maniobras demagógicas de Alexander Rogue que eventualmente provoca la destrucción de la capital central de la Confederación, Verdópolis, lo que llevó al nacimiento de Angria.

## Evolución y posteridad
Estos reinos, que los Brontë continúan reviviendo, son las oportunidades que tienen de escribir muchos poemas.
Una parte muy importante de la gente de Charlotte se destinen a Angria, ya sea en la Blackwood's Young Men's Magazine. Se estima que con veinte años en 1836, Charlotte Brontë ha escrito más de la mitad de todos sus poemas.
Muchos de estos poemas se encuentran en los poemas de Currer, Ellis y Acton Bell, la colección publicada por las hermanas Brontë en 1846. En muchos casos, se habla de la pasión, el heroísmo, la traición o el adulterio que viven los personajes de Angria y Gondal, a los que son atribuidos. Además de la calidad literaria de estos poemas, podemos ver en los gráficos desarrollados para los reinos de Angria o de Gondal los sentimientos apasionados que se reflejan en las novelas como Jane Eyre o Cumbres Borrascosas.